# Dušan Maravić
Dušan Maravić, cirill betűkkel Душан Маравић (Injoux-Génissiat, Franciaország, 1939. március 7. – 2025. január 6.) olimpiai bajnok jugoszláv válogatott szerb labdarúgó, középpályás, sportvezető, közgazdász.

## Pályafutása
A svájci határhoz közeli francia Injoux-Génissiat-ban született. Szülei (Manojlo és Danica) a likai Drežnica városából érkeztek Franciaországba. Apja kétkezi munkás volt erdőkben, bányákban, gátakon és vasutakon dolgozott, anyja pedig háziasszony volt. A második világháború után, 1945-ben 301 drežnicai család (1600 lakos) – köztük a Maravić család is – áttelepült a Vajdaságba, a Szabadka melletti Bajmokra.

### Klubcsapatban
A Radnički Bajmok korosztályos csapatában kezdte a labdarúgást. 1956 és 1958 között a Spartak Subotica, 1958 és 1964 között a Crvena zvezda labdarúgója volt. A belgrádi csapattal három jugoszláv bajnoki címet és két kupagyőzelmet ért el. 1964 és 1966 között a francia RC Paris, 1966–67-ben az Entente Fontainebleau, 1967–68-ban ismét az RC Paris játékosa volt. 1969 januárjában hazatért és az OFK Beograd játékosa lett. Hat hónappal később a csapat közép-amerikai turnéján a a venezuelai Deportivo Italia együtteséhez szerződött öt idényre. A csapattal egy venezuelai bajnoki címet szerzett.

### A válogatottban
1960-ban hét alkalommal szerepelt a jugoszláv válogatottban. 1960. január 1-jén Casablancában debütált a jugoszláv csapatban egy Marokkó elleni barátságos mérkőzésen, ahol 5–0-s jugoszláv győzelem született. Maravić a 65. percben szerzett góljával járult hozzá a sikerhez. Tagja volt az 1960-as római olimpiai játékokon aranyérmet nyert csapatnak. Az olimpián, szeptember 1-jén a Bulgária elleni csoportmérkőzésen szerepelt utoljára a válogatottban, ahol 3–3-as döntetlen született.

### Sportvezetőként
A Belgrádi Egyetemen szerzett közgazdász diplomát. Anyanyelvén kívül francia, angol, spanyol és olasz nyelvtudással is rendelkezik. A jugoszláv labdarúgó-szövetségben dolgozott sporttisztviselőként. 1986-tól az Európai Labdarúgó-szövetség (UEFA), 1990-től a Nemzetközi Labdarúgó-szövetség (FIFA) részére végzett konkrét feladatokat. Európai nemzetközi klubmérkőzéseken volt hivatalos UEFA-delegált, míg a világban kettős szerepe volt: FIFA-delegált a válogatott meccseken, továbbá a FIFA edző oktatói csapatának a vezetője volt és ebben a szerepében a világ 34 országában járt.

## Családja
Párizsi szerződése első évében ismerkedett meg későbbi feleségével, a belgrádi Jovanka Spasojeviććel, aki Párizsban tanult. A házasságból két fiú született Venezuelában Antoni és Alfredo.

## Sikerei, díjai
Jugoszlávia
- Olimpiai játékok
  - aranyérmes: 1960, Róma

 Crvena zvezda
- Jugoszláv bajnokság
  - bajnok (3): 1958–59, 1959–60, 1963–64
- Jugoszláv kupa
  - győztes (2): 1959, 1964

 Deportivo Italia
- Venezuelai bajnokság
  - bajnok: 1972

## Statisztika

### Mérkőzései a jugoszláv válogatottban
| Jugoszlávia | Jugoszlávia         | Jugoszlávia                     | Jugoszlávia | Jugoszlávia | Jugoszlávia | Jugoszlávia        | Jugoszlávia | Jugoszlávia |
| #           | Dátum               | Helyszín                        | Hazai       | Eredmény    | Vendég      | Kiírás             | Gólok       | Esemény     |
| ----------- | ------------------- | ------------------------------- | ----------- | ----------- | ----------- | ------------------ | ----------- | ----------- |
| 1.          | 1960. január 1.     | Casablanca, Honneur Stadion     | Marokkó     | 0 – 5       | Jugoszlávia | barátságos         | 1           | 65'         |
| 2.          | 1960. január 3.     | Tunisz, Stade Chedly Zouiten    | Tunézia     | 1 – 5       | Jugoszlávia | barátságos         | 1           | 35' 46'     |
| 3.          | 1960. január 8.     | Kairó, Zamalek Stadion          | Egyiptom    | 0 – 1       | Jugoszlávia | barátságos         | -           |             |
| 4.          | 1960. augusztus 6.  | Belgrád, JNA-stadion            | Jugoszlávia | 7 – 0       | Tunézia     | barátságos         | 1           | 45' 46'     |
| 5.          | 1960. augusztus 26. | Pescara, Stadio Adriatico (ITA) | Egyiptom    | 1 – 6       | Jugoszlávia | olimpiai A csoport | -           |             |
| 6.          | 1960. augusztus 29. | Firenze, Stadio Comunale (ITA)  | Törökország | 0 – 4       | Jugoszlávia | olimpiai A csoport | -           |             |
| 7.          | 1960. szeptember 1. | Róma, Stadio Flaminio (ITA)     | Bulgária    | 3 – 3       | Jugoszlávia | olimpiai A csoport | -           |             |
|             | Összesen            |                                 |             | 7           | mérkőzés    |                    | 3           | gól         |